# Тарново-Подгурне (гмина)
Тарново-Подгурне (пол. Tarnowo Podgórne) — сельская гмина (волость) в Польше, входит как административная единица в Познанский повет, Великопольское воеводство. Население — 17 743 человека (на 2004 год).

## Сельские округа
1. Бараново
2. Баторово
3. Церадз-Косцельны
4. Хыбы
5. Гура
6. Янковице
7. Кокощын
8. Люсово
9. Люсувко
10. Пшезмерово
11. Румянек
12. Сады
13. Серослав
14. Свадзим
15. Тарново-Подгурне
16. Высоготово

## Соседние гмины
1. Гмина Бук
2. Гмина Допево
3. Гмина Душники
4. Гмина Казмеж
5. Познань
6. Гмина Рокетница